# 學生會長是女僕！
《學生會長是女僕！》（日语：会長はメイド様!），是日本漫畫家藤原飛呂的少女漫畫作品，並改編成同名電視動畫。故事主線講述在改制成男女合校星華高中擔任學生會長、同時為支持家計在女仆咖啡厅兼職的鮎沢美咲，在校園邂逅碓冰拓海沿伸的愛情與經歷。
自2006年2月號第1回為單篇刊載，從同年6月號開始連載於白泉社的《LaLa》至今。2009年8月宣佈電視動畫化、10月在第43話首頁公布將於2010年在TBS播出。其後正式宣布於2010年4月1日開始播放，Animax（臺灣、香港、東南亞）也於4月4日起同週播出；而台灣方面則由藝人李毓芬為此一作品代言。

## 故事簡介
鮎沢美咲就讀星華高中二年二班，16歲的她是该校学生会第一位女性会长。因为星華高中原本是男校，现在雖改為男女合校，男生仍然佔绝大多数，形成女生在此毫无地位的局面。而為了守護女生，美咲以文武两道都不输于男生的能力全天候与蛮横的男生对抗。
美咲兒時父亲留下了债务后人间蒸发，留下美咲和母親、妹妹相依為命，这种不负责任的行为给美咲留下了心理创伤，使她相当讨厌男性（这也是她强大起来的动力）。为了能够对捉襟见肘的家庭有所帮助，美咲一直在女仆咖啡厅做兼职。所谓没有永远的秘密，这个秘密被学校中大受女生欢迎、同时也是自己竞争对手的碓冰拓海知道了。碓冰對美咲產生了濃厚興趣，開始頻繁接近她，雙方的關係變得相當微妙，與此同時，美咲身邊的親友團和咖啡廳工作人員也面臨各自的議題。
在單行本第六集起，碓冰開始正式追求美咲，雙方正式成為情侶，但同時碓從星華高中轉學至雅之丘學園，面臨著來自原生家庭的問題，碓冰長期以來僅知自己是英國名家出身的生母與日本男子所生之子，但是他的外祖父當年反對碓冰生母的這段戀情，安排讓碓冰的外祖母老家收養照顧他。為了正式解決原生家庭的問題根源，碓冰選擇和當時準備上大學的美咲暫時離別、前往英國，美咲也選擇尾隨碓冰前往當地。碓冰前往英國期間始理解自己的身世真相：碓冰身為名家千金的生母帕托里西亞·沃克與家族管家（碓冰的生父）結海廣瀨相戀，但碓冰的外祖父不認可這段戀情而安排帕托里西亞與青梅竹馬愛德華結婚，被診斷出不治之症的帕托里西亞和結海廣瀨雲雨交合懷上碓冰，在某個遙遠的城鎮臨盆產下碓冰後逝世，碓冰則被母親的表兄收養。英國的事件落幕後，碓冰與美咲返回日本，碓冰也轉回星華高中求學。
在畢業典禮當天，美咲向學校師生發表演說公開自己在女仆咖啡厅兼職的經歷，表明自己過得很充實，勉勵所有學生獲得廣泛迴響。碓冰也表態自己過著幸福的校園生活。十年後，美咲與碓冰結婚，獲得親友們的祝福，熟識和親友們也各有發展。特別篇補述兩者婚後育有長女沙羅和次子琉生，過著幸福的生活。

## 登場角色
廣播劇CD版／電視動畫版

### 主要角色
鮎澤美咲（Ayusawa Misaki，聲：小林沙苗／藤村步、諸星堇（幼少期）／香港：曾佩儀 (TVB-J2)、鄭家蕙 (Animax)／台灣：雷碧文）
年齡：16歲（後17歲）。班别：2-1（後3-1）。生日：9月29日。血型：B型。身高：165cm。體重：49kg。特技：合氣道。喜歡的事物：努力去做每一件事。
本作女主角，星華高中的學生，學生會會長。
因父親咲也遺留下一筆債，之後人間蒸發，為了幫補家計，而在時薪較高的Maid latte打工。家有母親美奈子，一妹纱奈。
文武雙全，內心好勝且有正義感，不喜歡認輸。受父親拋棄家庭的經歷影響討厭男生，對男生十分嚴厲，被同校男生稱為“鬼之會長”。相對的，對女性非常温柔體貼，會有“如同少女漫畫中的英雄”的保護行為，受到學校女生的依賴和仰慕。後來父親雖然回歸家庭彌補對家裡的虧欠，仍和父親存在著隔閡。
由於碓冰發現她的弱點而經常被纏著，加上碓冰的全能令其產生依賴感，無意中補償了當初沒有父親關愛的缺憾，漸漸喜欢上他，不过在跟碓冰相處時會有傲嬌傾向，會用暴力来掩飾害羞。看到碓冰與其他女性說話也很少嫉妒，常穿毫無女人味的服装，會對碓冰說出“我會保護你的”這樣男性化的詞語。
對戀愛方面沒什麼自覺，後因為夢咲高中校慶的小遊戲，感覺自己對碓冰有愛意，在後夜祭上表示想與他一直牵手。對於碓冰的身世十分好奇，跟碓冰約定只要吻他就會將真相告訴她。美咲在漫畫版的第45話在碓冰家吻了他，並要他遵守約定，也如實告知自己的身世。其後在漫畫版第57話正式向碓冰告白，成為男女朋友。
起先料理方面非常不在行，例如曾經煮出把材料味道完全抹殺的粥、做出有乾年糕口感的飯糰等，但後來在上大學時因為要自己獨自煮食的關係有改善。
在漫畫78話中，也去了英國尋找碓冰。
高中即將畢業時，向大家坦承自己在女僕咖啡廳打工，在漫畫最終話高中畢業時全年級都得知此事，向眾人吶喊出「這三年來，我過得很充實」的心聲而獲得廣泛迴響，最終美咲成為一名外交官並和碓冰在十年後結婚，特別篇中與碓冰育有長女沙羅和次子琉生。
ANIMAX因字幕「鮎」與「咲」無法正常顯現，故分別改由「黏」、「笑」代替。
碓冰拓海（Usui Takumi，聲：杉田智和／岡本信彥（動畫）／香港：黃啟昌／台灣：黃天佑）
年齡：17歲。班别：2-2（後轉學）3年級回到星華高中。生日：4月27日。血型：O型。身高：186cm（大概）。體重：他忘記了。特技：超強學習力，無所不能。喜歡的事物：觀察鮎澤美咲。
本作男主角，原星華高中的學生，但在漫畫64話轉學到雅之丘學園3-A班。漫畫80話轉回星華高中。
幾乎没有什么事是不會的：在雅之丘學園時雖然自稱只會西洋棋的皮毛，但是在全國西洋棋大賽殿軍小金井面前輕易的秒殺他。會拉小提琴，能夠做出極其美味的料理（包括西式料理），學習成績年级第一，運動項目只要參加就一定會赢，外貌也很帥氣。受到同校男生的崇拜（同级生也會對他使用敬语），和女生的歡迎。唯一的弱點是視力，平常在學校是戴隱形眼鏡，而在家裡是戴普通眼鏡。
不擅長與人交往，時常神出鬼沒，獨自住在高級的公寓里，被美咲認為是跟蹤狂、變態外星人（來自費洛蒙星球）。行為模式似乎很難預測，曾從學校屋頂直接跳下去（有樹的緩衝），很喜歡到處跟着美咲。
喜歡美咲，或者說只對美咲有興趣（覺得她不經意散發的笑容和率直很可愛），其餘的女生完全不放在眼裡（雖然這樣仍有無數女生向他表白）。因为喜歡觀察美咲而成为Maid Latte的常客，後来常在Maid latte的廚房當臨時兼職。曾說戀人這種形式很麻煩，實際上是因為家族方面的阻擾，而且又不想將美咲捲進紛亂中，所以稍微和美咲保持一點距離。似乎曾告白过幾次，但美咲都没有當真。在第57話中，美咲向他告白，成為男女朋友。情敵是與美咲青梅竹馬的深谷陽向。佔有欲强，不能允许任何人（深谷，三笨蛋，瑟迪，五十岚，久賀……）在他面前碰觸美咲。
雖然過着普通的生活，但其實是有錢人家的少爺。母親是英日混血的英國貴族，當年來日本旅行時以有夫之婦的身份與碓冰的父親發生關係，並生下碓冰。但其外祖父並不允許這些有辱家聲的事，於是就讓碓冰在外祖母的老家，即是日本的碓冰家，作為養子被收養了（碓冰的養父就是其母親的表哥），有一個同母異父的哥哥。當初就讀星華只是避免有人發現，天資聰穎從小就常換家教。有著四分之一的英國血統（母親是英日混血兒，父親是日本人）(漫畫46話公布了他的身世)。以上是碓冰前期所知道的情況。 
在漫畫75話中，管家吉爾派特告訴碓冰，他的父親結海廣瀨和他母親帕托里西亞·沃克是在英國邂逅的。結海作為執事在城堡裡工作，與身份為大小姐的帕托里西亞產生的愛情。碓冰的外祖父發現這一情況，便讓帕托里西亞與她的青梅竹馬愛德華——也就是傑拉爾特的父親，結婚。在帕托里西亞生下傑拉爾特後，被查出她患上了與母親（也就是碓冰的外祖母）一樣的病（似乎是絕症，而且是遺傳性的，傑拉爾特那麼虛弱應該與這個病有關），後因帕托里西亞的請求下，結海答應和她像一般的觸碰（這裡被碓冰吐槽母親很亂來），然後懷上了碓冰，帕托里西亞決定生下這個孩子，就逃出了城堡，躲到在了一個遙遠的城鎮。為了生下碓冰用盡了所有力氣而去世。後碓冰的父親結海離開城堡，碓冰被母親的表哥(碓冰外祖母的兄長的兒子)領養。碓冰的名字“拓海”是母親取的，“拓海”的“海”可能源自碓冰的父親結海的“海”）
在漫畫72話為了直接面對自身的問題前往英國，暫時與即將上大學的美咲分開。
在高中畢業時被美咲詢問他高中三年過的如何時，碓冰回答「這三年來，我過得很幸福！」。在漫畫最終話成為沃爾加家的私人醫生並和美咲在十年後結婚，特別篇中與美咲育有長女沙羅和次子琉生。

### 星華高中學生
幸村祥一郎（Yukimura Shouichirou，聲：下野紘／椎橋和義（動畫）／香港：周良鴻／台灣：蔣鐵城）
年齡：16歲。班別：2-3。生日：2月1日。血型：A型。身高：163cm。體重：48kg。特技：心算。喜歡的事物：文職工作。
星華高中的學生兼學生會副會長。
擅長文職工作、性格怯懦；不時也很少根筋；運動神經遲鈍，躲在美咲背後拼命的工作。
長得與女孩子十分相像，好幾次被迫穿上女裝，初吻被碓冰奪走，十分欣賞美咲。有個喜歡玩公主遊戲的妹妹（琉璃），他的妹妹曾經把拓海當成自己的王子在犯錯後明白碓冰不是自己的王子；10年後有去美咲和拓海的婚禮，親口對拓海說出：「我知道你不是琉璃的王子」害幸村覺得很不好意思的說：「妳這個年紀說這種話很丟臉」。
和葉是好朋友，兩人放假常邀出去玩。自己有心事也會跟葉哭訴。
十年後成為一名公務員，和葉住在一起，宣稱葉是他的『家人』。
花園櫻（Hanazono Sakura，聲：花澤香菜／香港：陳皓宜／台灣：錢欣郁）
年齡：16歲。班别：2-3。生日：3月3日。血型：O型。身高：156cm。體重：保密。特技：卡拉OK。喜歡的人物：U×美斯（一個地下樂團）的久我。
星華高中的學生，校內少數的女學生之一。
跟美咲和靜子很要好。花道部成員。有一個感情很要好的姐姐。
U×美斯的粉絲之一，很喜歡裡面的久我，她認為他很帥。想成為久我的女朋友，曾經和久我、美咲、碓冰在漫畫版的第47話去溫泉之旅。
十年後與久我已結婚，有兩個孩子(一個2歲，一個還在肚子裡)
加賀靜子（Kaga Shizuko，聲：小林優／香港：余欣沛／台灣：龍顯蕙）
年齡：16歲。班别：2-3。生日：1月7日。血型：A型。身高：158cm。體重：47kg。特技：花道、算數。喜歡的事物：座禪。
美咲和小櫻的朋友，總是很冷靜。花道部成員。有一個哥哥和妹妹。
曾經拒絕小櫻去溫泉之旅的邀請。雖然不喜歡U×美斯，但是曾經陪小櫻跟U×美斯去喝下午茶（聯誼），去夢咲高中的文化祭（U×美斯成員就讀的高中），聽他們的演唱會。
因為鈴木同學眼鏡鏡片碎掉認不出她，與花園談話中認為鈴木同學是由80%組成，害花園同學誤以為她喜歡鈴木同學。
白川直也（Shirokawa Naoya，聲：吉野裕行／市來光弘（動畫）／香港：關令翹／台灣：吳東原）
年齡：17歲。班别：2-5。生日：3月17日。血型：B型。身高：180cm。體重：73kg。特技：體力決勝!!。喜歡的事物：戰隊、英雄以及熱血事物，還有美咲。
笨蛋3人組之一，通稱小白。
國中就讀市立清泉中學，是傳說中清泉中學的老大，當時人稱「旋風白鬼」。中學畢業後因為不想再讓媽媽流淚隨即隱退，十分怕自己的母親，現在的人生目標是和美咲拍照。
十年後已經結婚，有三名子女。
更科郁斗（Sarashina Ikuto，聲：柿原徹也／寺島拓篤（動畫）／香港：何承駿→黃榮璋／台灣：黃天佑）
年齡：16歲。班别：2-5。生日:12/24。血型：A型。身高：178cm。體重：58kg。特技：繪畫。喜歡的事物：遊戲種類的話，最喜歡是純愛系列的。
笨蛋3人組之一，通稱阿郁，自稱隱性御宅族。
十年後成為同人大手社團的插畫家，也正在招募女友。
黑崎龍之介（Kurosaki Ryuunosuke，聲：中村悠一／細谷佳正（動畫）／香港：曹啟謙／台灣：蔣鐵城）
年齡：17歲。班别：2-5。血型：O型。身高：182cm。體重：60kg。特技：裁縫。喜歡的事物：總之是下流的東西。
笨蛋3人組之一，通稱小黑。
小白中學的搭檔，也是名厲害的傢伙。
十年後與惠里佳在一起，是一個自由業者
葉爽太郎（Kanou Soutarou，聲：鳥海浩輔／香港：李凱傑／台灣：吳東原）
年齡：15歲。班别：1-7。生日：12月29日。血型：A型。身高：184cm。體重：65kg。特技：催眠誘導。喜歡的事物：讀書。
懂得催眠術。害怕女生。
幼稚園時父母離婚，因而認為女生很脆弱，一碰就會壞掉，但經過學園祭後，逐漸改善。觀察力異於常人。和幸村是好朋友，兩人放假常邀出去玩。
在漫畫81話將在美咲畢業後接任會長的職務。
十年後成為自由業者，目前和幸村住在一起。
深谷陽向（Shintani Hinata，聲：阿部敦／香港：張方正／台灣：吳東原）
年齡：17歲。班别：2-1。生日：7月23日。血型：AB型。身高：177cm。體重：58kg。特技：甚麼都吃!。喜歡的事物：美咲和吃東西。
星華高中二年級的轉校生，美咲的青梅竹馬。小時候就很愛吃也相當胖。有次為了吃東西而爬樹，不慎失足，在醫院裡答應美咲"一輩子都跟隨美咲"。不久，陽向父母由於車禍雙亡，所以搬至九州與爺爺一起生活。到九州後，由於那個鄉村連糖果也沒有，蔬菜卻很多的原因。陽向聲稱因為只有蔬菜吃所以才會變瘦，但漫畫中有提及他似乎是特意減肥的。高中一年級時由於運動神經超強且開朗可愛，有很多朋友又受很多女生喜歡和告白。但由於小時候答應過美咲的事情，所以在二年級時獨身一人跑離鄉村回到城鎮找美咲。在漫畫第26話登場。美咲在漫畫版中話拒絕了陽向，但陽向始終不肯放棄。
在漫畫最終話得知已於在美咲結婚三年前與美咲的妹妹紗奈結婚，{在美咲和拓海婚禮迷路時遇見拓海的親生父親?}。
犬山家五兄弟（聲：鈴村健一／香港：張裕東／台灣：蔣鐵城）
僅在動畫版登場（漫畫中不是五胞胎）。五個人的外表都長的一樣（可見是五胞胎）。非常崇拜美咲，五人組成了“鮎澤補習班”並拜美咲為師。視美咲為人生的目標！三不五時都跟著美咲，五個人都相當團結。曾經想到美咲兼職的地方觀摩學習，但總是被美咲和碓冰給甩掉！之後當美咲說出她的兼職時，碓冰卻搶先說出了“不好意思，今天會長被我買下了”的話。五人卻誤以為美咲的兼職是當碓冰的保鏢。
剛田將（Gouda Masaru，聲：坂卷學）
年齢：18歳。班别：3-2。血型：O型。身高：181cm。體重：79kg。特技：以橄欖球為首的體育全般。喜歡的事物：雙馬尾。
喜歡花園櫻。曾在動畫12話運動祭中誓言拿到障礙物賽跑第一名，以拿到獎品─花園櫻的吻，但最終沒能得趁。漫畫64話畢業前的告白紀錄0勝199連敗。現告白紀錄是0勝200連敗。
鈴木秀樹（Suzuki Hideki）
年齢：17歳。班别：2-7。血型：A型。身高：163cm。體重：52kg。特技：將棋。喜歡的事物：參觀寺廟和神社。

### Maid latte（メイド・ラテ）相關
兵藤五月（聲：田中理惠／豐崎愛生（動畫）／香港：林元春／台灣：錢欣郁）
原名：兵藤皐月。年齡：30歲（本人自稱永遠18歲）。生日：5月15日。血型：AB型。身高：158cm。體重：秘密。特技：作衣服。喜歡的事物：妄想。
Maid latte的店長，非常信賴著店員們。非常了解美咲的狀況，以很好的條件雇用她。喜歡妄想的30歲女子。
經常注意著拓海和美咲的關係，看見二人暖昧會不斷發放萌花。漫畫最終話出席拓海和美咲的婚禮獻上祝福。
穗香（聲：阿澄佳奈／香港：曾秀清／台灣：龍顯蕙）
原名：木下苑子。年齡：20歲。生日：6月1日。血型：B型。身高：157cm。體重：46kg。特技：角色設定。喜歡的事物：世界的虛幻。
Maid latte的店員之一。在客人面前是療傷系女僕，不過其實是個腹黑（美咲並不知道）。原本討厭美咲，在受到她幾次幫助後對美咲的想法改觀，認為她「能利用」。遇到自己的專長領域（角色扮演）就會特別嚴格。認為美咲對女僕這份工作無愛。擅長講鬼故事。十年後開設「Maid latte2號店-Maid Cocktail」的店面並成為店長並和小葵在一起。
小昴（聲：植田佳奈／香港：黃紫嫻→高可慧／台灣：錢欣郁）
原名：五月女珠昴。年齡：22歲。生日：11月1日。血型：A型。身高：164cm。體重：52kg。特技：英文。喜歡的事物：存錢。
Maid latte的店員之一。在女僕·拿鐵中，除了店長五月，她是最年長的。平胸，帶著眼鏡；有兩份打工工作（包含女僕・拿鐵）。必杀技是超大力的弹额头。
十年後成為一名上班族，每次下班都會到「Maid Cocktail」光顧，已經成為那裏的常客，已有結婚對象。
惠理佳（聲：伊瀨茉莉也／香港：成瑤孆、劉惠雲（代配）→劉惠雲／台灣：龍顯蕙）
原名：小野江梨花。年齡：19歲。生日：8月22日。血型：O型。身高：162cm。體重：50kg。特技：搔首弄姿。喜歡的事物：只要是快樂的事都喜歡。
Maid latte的店員之一。波浪式的捲髮是特徵。曾經和碓冰同一組打沙灘排球。曾因違規與主人訂下契約懇求美咲替她解圍（不過早讓其他人看穿了）。
十年後在穗香經營的「Maid Cocktail」工作，和黑崎交往。
兵藤葵（聲：甲斐田幸／五十嵐裕美（動畫）／香港：何璐怡（女裝）、陳琴雲（男裝）／台灣：龍顯蕙）
年齡：14歲。生日：7月16日。血型：B型。身高：153cm。體重：45kg。特技：男扮女裝。喜歡的事物：可愛的東西。
五月的姪子（哥哥的小孩），是個男生，喜歡男扮女裝，會頭戴假髮和穿女孩子的衣服（都是五月曾經穿過的衣服，小葵再自己把尺寸修改）。
以「AOI」的身份成為備受矚目的網路偶像。AOI近似日語小葵的發音。因為常常男扮女裝所以時常被爸爸逐出家門。就讀清泉中学（三笨蛋中其中兩人以前的中学）。被自己的同學嘲笑，認為他噁心，有朝一日希望能迷倒所有的男性，讓以前批評他的人刮目相看。
在漫畫的第五十五集，發現自己其實是喜歡美咲的。並對她說「我對美咲的事是喜歡的唷」。
十年後成為服裝設計師，和穗香在一起。
兵藤渚（聲：豐崎愛生／小林沙苗（動畫）／香港：朱妙蘭／台灣：龍顯蕙）
年齡：24歲。血型：B型。身高：162cm。體重：49kg。特技：沙灘排球。喜歡的事物：海。
五月的妹妹，海之家“BEACH HOUSE”的店長。因為住海邊，所以十分的黑。對每年在本地舉行的沙灘排球大會有獲得了冠軍。曾經招待女僕・拿鐵的人去她那裡玩。
小白（聲：櫻井浩美／香港：成瑤孆）
美咲的同事。年齡：18歲。生日：3月17日。血型：B型。
小言（聲：儀武祐子／香港：陳琴雲）
美咲的同事。年齡：20歲。生日：10月21日。血型：O型。
小千（聲：花澤香菜）
原名：桃野千鶴。廚房人員。
小糯（聲：小林優）
廚房人員。
鮎澤咲也
見#鮎澤家

### 雅之丘學園學生
五十嵐虎（聲：鈴村健一／香港：麥皓豐／台灣：吳東原）
年齡：16歲。說話好像有關西腔。班别：II-S。生日：2月18日。血型：O型。身高：180cm。體重：65kg。特技：社交辭令。喜歡的事物：演技。
第五話登場。有錢人往來的名校－雅之丘學園的學生會長，被美咲稱為『變態暴君』，碓冰亦稱他為「變態哥哥」。擅長柔道。從某次星華高中的學生跟雅之丘學園的學生糾紛事件中，知道美咲且非常感興趣（曾經一度想非禮她）。外表看起來溫厚，不過內心傲慢至極，認為這個世界上除了美咲沒有女人能讓他感興趣，曾對美咲說出「我把你當女人的喜歡」，因喜歡美咲而幫助她訓練禮儀，學習英文，協助她到英國尋找碓冰。是五十嵐財團的大少爺，下任的總裁。在原作漫畫中，和瑪莉亞一樣，是被碓冰家拜託去監視碓冰，要碓冰轉校到雅之丘，漫畫結局碓冰和美咲結婚典禮後和真木一起開直昇機接他們幫助他們過新婚生活；漫畫中有未婚妻。
漫畫80話特意在碓冰面前親吻美咲為了看碓冰（後悔到想死）的表情，特別篇中育有一名5歲的兒子。
真木奏（聲：前野智昭／香港：周倚天／台灣：黃天佑）
年齡：16歲。班别：II-S。生日：3月14日。血型：A型。身高：178cm。體重：60kg。特技：指壓。喜歡的事物：服從。
第二十一話登場。有錢人往來的名校・雅之丘學園的學生副會長，也是真木餐飲集團的下任社長。總是掛一副笑臉。
小金井（聲：岡林史泰／香港：黃榮璋／台灣：蔣鐵城）
雅之丘學園的學生，國際西洋棋俱樂部部長。很自大，非常看不起窮人（曾說出：「…討厭愚蠢的窮人。」這種話，使美咲非常不滿！ ）。在那次星華高中的學生跟雅之丘學園的學生糾紛事件中，稱星華高中的學生為『蒼蠅』。後來跟當時在場的美咲一行人下戰帖，結果卻被碓冰拓海直接秒殺，最後因為自己前面太自大，輸的無地自容而惱羞成怒，以「蒼…『蒼蠅』！星華的學生就是『蒼蠅』， 我…我不想和你們同一房間的空氣！」將四人趕走；後來因為被五十嵐羞辱憤而請黑衣人在雅之丘內打五十嵐和碓冰，被五十嵐和碓冰打倒黑衣人，事後五十嵐秋後算帳。
梅小路華音
年齡：17歲。班别：3-A。血型：B型。身高：156cm。體重：42kg。特技：紙牌、桌上遊戲等。喜歡的事物：勝利的瞬間。
雅之丘學園的學生（漫畫第65話登場），國內著名玩具製造商會長的雙胞胎女兒，梅小路斗夢的妹妹。曾在初登場時就向美咲透過電話謊稱自己是碓冰的未婚妻，而反遭宣戰。
受五十嵐 虎的指使要跟碓冰成為好朋友。總是抱著一隻名為愛德華的熊，曾在漫畫66話遭碓冰言語攻擊，而進入危險模式。
在碓冰的生日會上見到男裝的美咲，莫名的臉紅心跳?
梅小路斗夢
年齡：17歲。班别：3-A。血型：B型。身高：163cm。體重：47kg。特技：街頭遊戲機（格鬥遊戲）。喜歡的事物：徹底攻略新遊戲。
雅之丘學園3-A的學生（漫畫第65話登場），國內著名玩具製造商會長的雙胞胎兒子，梅小路華音的哥哥。
受五十嵐 虎的指使要跟碓冰成為好朋友。
富小路一太郎
年齡：18歲。班别：3-A。血型：A Rh(-)型。身高：172cm。體重：55kg。特技：編寫程式。喜歡的事物：看斗夢和華音兄妹吵架。
雅之丘學園3-A的學生（漫畫第65話登場），梅小路雙胞胎的青梅竹馬，IT大公司社長的兒子，似乎一講話就會滔滔不絕而總是被華音禁止。
受五十嵐 虎的指使要跟碓冰成為好朋友。
嵐山天龍
年齡：17歲。班别：3-A。血型：AB型。身高：179cm。體重：70kg。特技：化妝。喜歡的事物：追求美。
雅之丘學園3-A的學生（漫畫第68話登場），外資證券公司CEO的兒子，因家族的指腹為婚而成為李綺華的未婚夫。極喜歡美容。
李綺華（Eva）
年齡：17歲。班别：3-A。血型：O型。身高：164cm。體重：45kg。特技：廣東話、葡萄牙語、普通話、英語、日語、德語。喜歡的事物：閃光燈下。
雅之丘學園3-A的學生（漫畫第68話登場），香港富豪的獨生女，因家族的指腹為婚而成為嵐山天龍的未婚妻。在香港被稱為「奇蹟模特兒」
伏見稜天
年齡：17歲。班别：3-A。血型：A型。身高：182cm。體重：77kg。特技：騎射比武。喜歡的事物：山的氣息。
雅之丘學園3-A的學生。

### 夢咲高中學生
櫻井久我（聲：野島健兒／香港：張裕東／台灣：蔣鐵城）
年齡：16歲。班别：1-7。生日：10月30日。血型：AB型。身高：168cm。體重：50kg。特技：特快的籃球帶球。喜歡的事物：實況錄音、溫泉。
「白薔薇音奏委員會 U×美斯」的主唱。任性的自由人。認為小櫻跟其他女生看待他的方式不一樣。在62話和小櫻一起逛街。十年後和小櫻結婚。
藪煌真（聲：興津和幸／香港：梁偉德）
年齡：17歲。班别：2-1。血型：A型。身高：167cm。體重：48kg。特技：錢帳。喜歡的事物：廣告製作。
「白薔薇音奏委員會 U×美斯」的貝斯手。忙忙碌碌的辛苦人。
小野裕次郎（聲：中西英樹／香港：周倚天／台灣：黃天佑）
年齡：17歲。班别：2-1。血型：O型。身高：180cm。體重：59kg。特技：飯菜。喜歡的事物：人!。
「白薔薇音奏委員會 U×美斯」的鼓手。又稱威廉・亞當・阿優。不幸體質的好人。
二階堂匠生（聲：小野友樹／香港：伍博民）
年齡：16歲。班别：1-8。血型：B型。身高：173cm。體重：55kg。特技：3秒鐘睡著。喜歡的事物：麵。
「白薔薇音奏委員會 U×美斯」的吉他手。隨性的自由人。

### 鮎澤家
鮎澤美奈子（聲：川澄綾子／香港：沈小蘭／台灣：龍顯蕙）
年齡：36歲。血型：O型。身高：161cm。體重：49kg。特技：幫助插花、將蘋果削成像兔子的形狀。喜歡的事物：穩定的日常。工作場所：醫院。
美咲的母親。身體虛弱。個性善良易受騙以及有些天然呆。連載70話中透露自己曾撒謊騙美咲和紗奈說父親欠一屁股債後人間蒸發，其實她知道丈夫是為了摯友的債務而離開家的。心裡其實原諒丈夫，但一見面仍就裝做不認識拒絕他於門外。
鮎澤美咲
見#主要角色
鮎澤紗奈（聲：石原夏織／香港：何璐怡／台灣：錢欣郁）
年齡：14歲。血型：O型。身高：155cm。體重：42kg。特技：懸賞。喜歡的事物：懸賞、乾酪漢堡牛肉餅。興趣：做菜。
美咲的妹妹。目前剛升高一，和美咲一樣就讀星華高中。常常寄明信片抽獎、集點。
紗奈是個思維與好運異於常人的女生，創辦抽獎社。常常想抽什麼就抽中，是個看清現實的女孩。動畫版甚至在暑假抽中了海外旅行，但是因為辦護照麻煩，零用錢也要自己準備，因此讓給了抽獎社的人去玩。和陽向是青梅竹馬，但其實心裡很喜歡他。和美咲不同的是她很會做菜，時常用抽獎抽中的水果做成派或蛋糕帶到學校給美咲和陽向當點心。美咲畢業後，自行應徵便被錄取進入女僕·拿鐵，來遞補美咲的職缺。漫畫最終話已於三年前與深谷結婚，特別篇中確認懷孕中。
鮎澤咲也
於連載69話登場，並應徵當女僕·拿鐵的新任廚師，廚藝好到令碓冰驚訝，個性很像小孩子（幾乎和深谷一個樣）。實際上是美奈子的丈夫、美咲和紗奈的父親。因為摯友欠債的關係而離開家庭，成為美咲故事初始時不信任男性的主因。過了幾年回到日本，被妻子和女兒當作外人般拒絕於門外。目前在女僕·拿鐵的廚房裡打工，妻子和女兒雖然知道他離開家的真相，但仍舊拒絕他於門外。目前最大的希望是妻子和女兒們能原諒他，並再度回到自己的家中。漫畫最終話於十年後和妻子及女兒一同前往英國參加美咲與碓冰的婚禮，而且還不斷掩面哭泣（嫁女兒般地心情哭泣著）。
特別篇透露自己在女僕·拿鐵的廚房工作期間仍有拿錢給家裡贖罪，並且在獲知紗奈懷孕後為自己升格當外祖父感動不已。

### 和碓冰相關
宮園瑪莉亞
身高：149cm。
拓海的遠親。星華高校的新教師，母親曾經是拓海的家教，對美咲很有好感，曾經對美咲做出不雅行為。是碓冰家派她來監視碓冰，常幫助碓冰和美咲{有時會阻止他們約會}。
結海廣瀨
拓海的親生父親。過去曾經是帕托里西亞·沃克家族僱聘的城堡執事，因為工作緣故認識了帕托里西亞並與之相戀。在帕托里西亞被安排和愛德華結婚後，仍掛念對方，答應帕托里西亞的請求發生性關係。帕托里西亞逝世後，離開任職的城堡。
帕托里西亞·沃克
拓海與傑拉特的母親，英日混血兒，故人。原本是名家大小姐，與擔任執事的結海廣瀨相戀，但由於雙方身分差距遭碓冰的外祖父反對，被安排與她的青梅竹馬愛德華（傑拉特）結婚，產下傑拉特。被診斷出罹患與母親（碓冰的外祖母）相同的遺傳性疾病後，放不下對結海的感情，雙方發生性關係而懷上碓冰拓海，為了產下孩子逃離城堡並躲藏在遙遠的城鎮，耗盡所有力氣產下拓海命名後去世。
傑拉特·柴斯特·科夫·沃克
年齢：23歳。血型：O型。身高：184.4cm。體重：69kg。特技：西洋棋。喜歡的事物：蘋果，香煙。
碓冰同母異父的哥哥，樣子和碓冰很像，經常派人去監視碓冰，喜歡的食物是蘋果（一旦看見了蘋果，就會馬上切來吃）。身體虛弱，有幾次倒下入院的經历。住在英國;10年後娶妻生子。
西德利克·摩里斯
年齢：23歳。血型：A型。身高：197.6cm。體重：86kg。特技：聽力。喜歡的事物：釣魚。
是傑拉特的人。負責監視碓冰。家裡幾代都是服侍傑拉爾德的家族，父親是傑拉爾德執事，對傑拉特很忠心。
碓冰沙羅
拓海與美咲的女兒（10歲），於番外篇中登場。
繼承了父親的奇怪個性與母親容易暴走的一面。還會對弟弟琉生模仿爸爸對媽媽說的話和動作。
跟拓海長得像
碓冰琉生
拓海與美咲的兒子（8歲），於番外篇中登場。會吐槽暴走的沙羅，比起姐姐似乎更為穩重。
跟美咲長得像

### 其他
荒嶽 剛毅（聲：柿原徹也／香港：胡家豪／台灣：黃天佑）
青泉國中3年。剛入讀國一時經常被欺負，有一次被路過的白川直也出手相助，自此想變得和白川一樣強，經常被白川說是愛哭鬼。後來白川畢業後，荒嶽成為清泉國中的老大。有一次為了見白川，把被強逼打扮成女裝的幸村擄走（因為他以為幸村是白川的女人），以為白川會去拯救幸村，從而能與白川見面，清泉國中畢業後附近讀高中。

## 背景設定
星華高中
美咲他們就讀的高中。原本是男校，轉為男女合校才沒幾年而已，而且因為風紀混亂的惡評，所以男性學生仍有八成。美咲姊妹說就讀，是因為學費便宜。
Maid latte
美咲打工的地方。偏離星華高中，這是因為身為學生會長的美咲，不能讓其他人知道她在女僕咖啡廳打工。時薪是850日元（1個月的進修期間中是750日元，不過，美咲的進修期間只有1天）,每星期工作三天（每日工時三小時）。為了使顧客高興，進行著「貓耳DAY」、「女扮男裝DAY」、「妹妹DAY」、「教師DAY」、「巫女DAY」等各種各樣的活動。也有如果集點，就能跟女僕比速度的遊戲，在遊戲裡獲勝的顧客，可以選擇跟喜歡的女僕紀念留影。故事前期僅有少數人士知道美咲在該店打工的實情，但在故事近尾聲畢業典禮時已是全校皆知的消息。
雅之丘學園
有錢人往來的名校。校園內十分寬廣、有高檔商店街，外來的訪客和其他對象需要地圖，才能在校園中順利行進。學生傲慢、歧視的態度十分明顯。碓冰在劇中曾一度轉入該校就讀，後來轉回星華高中。

## 單行本
| 集數 | 日本          | 日本                   | 臺灣           | 臺灣              | 香港           | 香港                   | 新加坡         | 新加坡                 | 中国     | 中国                   |
| 集數 | 發售日期      | ISBN                   | 發售日期       | EAN               | 發售日期       | ISBN                   | 發售日期       | ISBN                   | 发售日期 | ISBN                   |
| ---- | ------------- | ---------------------- | -------------- | ----------------- | -------------- | ---------------------- | -------------- | ---------------------- | -------- | ---------------------- |
| 1    | 2006年9月5日  | ISBN 978-4-592-18431-7 | 2007年5月3日   | EAN 4710765213879 | 2006年12月12日 | ISBN 978-988-215-200-7 | 2007年6月      | ISBN 978-981-269-779-0 | 出版预定 | ISBN 978-7-5340-8082-1 |
| 2    | 2007年2月5日  | ISBN 978-4-592-18432-4 | 2007年10月4日  | EAN 4710765218454 | 2007年4月1日   | ISBN 978-988-215-278-6 | 2007年7月24日  | ISBN 978-981-269-814-8 | 出版预定 | ISBN 978-7-5340-8081-4 |
| 3    | 2007年8月4日  | ISBN 978-4-592-18433-1 | 2008年4月17日  | EAN 4712805823017 | 2007年10月9日  | ISBN 978-988-215-447-6 | 2007年11月27日 | ISBN 978-981-276-152-1 | 出版预定 | ISBN 978-7-5340-8080-7 |
| 4    | 2007年12月5日 | ISBN 978-4-592-18434-8 | 2008年7月3日   | EAN 4712805825141 | 2008年2月4日   | ISBN 978-988-215-566-4 | 2008年3月4日   | ISBN 978-981-276-316-7 | 出版预定 | ISBN 978-7-5340-8079-1 |
| 5    | 2008年5月2日  | ISBN 978-4-592-18435-5 | 2008年10月17日 | EAN 4712805827916 | 2008年8月5日   | ISBN 978-988-215-727-9 | 2008年8月26日  | ISBN 978-981-276-600-7 | 出版预定 | ISBN 978-7-5340-8078-4 |
| 6    | 2008年9月5日  | ISBN 978-4-592-18686-1 | 2008年12月8日  | EAN 4712805829248 | 2008年12月3日  | ISBN 978-988-215-797-2 | 2009年1月20日  | ISBN 978-981-276-730-1 | 出版预定 | ISBN 978-7-5340-8077-7 |
| 7    | 2009年4月3日  | ISBN 978-4-592-18687-8 | 2009年8月17日  | EAN 4711552445053 | 2009年7月6日   | ISBN 978-988-215-985-3 | 2009年9月7日   | ISBN 978-981-276-XXX-X | 出版预定 | ISBN 978-7-5340-8076-0 |
| 8    | 2009年9月4日  | ISBN 978-4-592-18688-5 | 2010年1月7日   | EAN 4711552448856 | 2009年11月6日  | ISBN 978-988-8029-94-5 | 2010年3月9日   | ISBN 978-981-276-990-9 | 出版预定 | ISBN 978-7-5340-8075-3 |
| 9    | 2010年4月5日  | ISBN 978-4-592-18689-2 | 2010年10月7日  | EAN 4713469355340 | 2010年6月7日   | ISBN 978-988-8031-72-6 | 2010年9月27日  | ISBN 978-981-4306-56-0 | 出版预定 | ISBN 978-7-5340-8074-6 |
| 10   | 2010年6月4日  | ISBN 978-4-592-19180-3 | 2010年12月7日  | EAN 4713469356644 | 2010年8月5日   | ISBN 978-988-8032-46-4 | 2010年12月7日  | ISBN 978-981-4323-23-9 | 出版预定 | ISBN 978-7-5340-8073-9 |
| 11   | 2010年8月5日  | ISBN 978-4-592-19181-0 | 2011年8月12日  | EAN 4716814192171 | 2010年10月15日 | ISBN 978-988-8033-01-0 | 2011年2月22日  | ISBN 978-981-4323-65-9 | 出版预定 | ISBN 978-7-5340-8072-2 |
| 12   | 2011年2月4日  | ISBN 978-4-592-19182-7 | 2011年12月12日 | EAN 4716814195639 | 2011年4月9日   | ISBN 978-988-8096-55-8 | 2011年5月4日   | ISBN 978-981-4341-26-4 | 出版预定 | ISBN 978-7-5340-8071-5 |
| 13   | 2011年8月5日  | ISBN 978-4-592-19183-4 | 2012年4月5日   | EAN 4716814198029 | 2011年10月5日  | ISBN 978-988-8098-21-7 |                |                        | 出版预定 | ISBN 978-7-5340-8070-8 |
| 14   | 2012年2月3日  | ISBN 978-4-592-19184-1 | 2012年7月6日   | EAN 4715409850700 | 2012年4月      | ISBN 978-988-8099-25-2 |                |                        | 出版预定 | ISBN 978-7-5340-8069-2 |
| 15   | 2012年7月10日 | ISBN 978-4-592-19185-8 | 2012年12月11日 | EAN 4715409854876 | 2012年9月      | ISBN 978-988-8100-03-3 |                |                        | 出版预定 | ISBN 978-7-5340-8068-5 |
| 16   | 2013年2月5日  | ISBN 978-4-592-19186-5 | 2013年6月11日  | EAN 4715409858676 | 2013年5月      | ISBN 978-988-8213-23-8 |                |                        | 出版预定 | ISBN 978-7-5340-8067-8 |
| 17   | 2013年8月5日  | ISBN 978-4-592-19187-2 | 2014年2月12日  | EAN 4715409863311 | 2013年9月      | ISBN 978-988-8214-12-9 |                |                        | 出版预定 | ISBN 978-7-5340-8066-1 |
| 18   | 2014年2月5日  | ISBN 978-4-592-19188-9 | 2014年8月12日  | EAN 4715409867449 | 2014年3月      | ISBN 978-988-8214-12-9 |                |                        | 出版预定 | ISBN 978-7-5340-8065-4 |

## 電視動畫

### 製作人員
- 原作 - 藤原飛呂
- 監督 - 櫻井弘明
- 系列構成 - 池田真美子
- 人物設計 - 井本由紀
- 道具設計 - 柴山智隆
- 美術監督 - 小林七郎
- 色彩設計 - 石田美由紀
- 攝影監督 - 黑澤豐
- 編集 - 西山茂
- 音響監督 - 本山哲
- 動畫製作 - J.C.STAFF
- 製作 - Maid Sama! Project、TBS

### 主題曲
片头曲
「My Secret」
作詞 - 春和文 / 作曲 - 山元祐介 / 編曲 - 前口涉 / 歌 - 水野佐彩（Geneon Universal Entertainment Japan, LLC.）
片尾曲
「預感」（第1 - 15話）
作詞 - 義彥、 / 作曲 -  / 編曲・歌- heidi.（Geneon Universal Entertainment Japan, LLC.）
「∞Loop」（第16 - 26話）
作詞・作曲 -  / 編曲・歌 - heidi.（Geneon Universal Entertainment Japan, LLC.）
插入曲
（第10話、第26話）
作詞 -  / 作曲 -  / 編曲 -  / 歌 - U×美斯
（第26話）
作詞 -  / 作曲 -  / 編曲 -  / 歌 - U×美斯
（第26話）
作詞・作曲 -  / 編曲 -  / 歌 - U×美斯

### 各話標題
| 集數     | 日文標題 | 中文標題                                 | 香港TVB標題                    | 脚本                | 分镜         | 演出         | 作画監督                            | 總作画監督          | 改编漫画                        |
| -------- | -------- | ---------------------------------------- | ------------------------------ | ------------------- | ------------ | ------------ | ----------------------------------- | ------------------- | ------------------------------- |
| 1        |          | 美咲是女僕！                             | 美咲妹妹是女僕大人             | 池田真美子          | 櫻井弘明     | 池端隆史     | 原修一                              | 井本由紀            | 1巻：1話                        |
| 2        |          | 校慶也是當女僕                           | 學園祭也是女僕大人             | 池田真美子          | 山川吉樹     | 德本善信     | 平川亞喜雄 李玉榮                   | 音地正行            | 1巻：2話                        |
| 3        |          | 美咲是什麼顏色？天生自然的（天然呆）顏色？ | 美咲是甚麼顏色？天然色？       | 橫谷昌宏            | 高田耕一     | 高島大輔     | 宮川智惠子                          | 井本由紀            | 3巻：11・12話                   |
| 4        |          | 網路明星AOI                              | 網路偶像小葵                   | 吉田玲子            | 森脇真琴     | 湖山禎崇     | 瀧本祥子                            | 音地正行            | 3巻：13話、2巻：6話 6巻：番外編 |
| 5        |          | 第一次單獨留下顧店                       | 第一次看門口                   | 網谷正治            | 池端隆史     | 神保昌登     | 清丸悟                              | 井本由紀            | 1巻：3話                        |
| 6        |          | 男生的鮎澤補習班！                       | 男‧鮎沢補習班                  | 吉田玲子            | 增田敏彥     | 星野真       | 中島美子                            | 音地正行            | 1巻：4話                        |
| 7        |          | 雅之丘學園學生會會長登場                 | 雅之丘學園學生會會長登場       | 池田真美子          | 三浦辰夫     | 則座誠       | 佐藤敏明 田內亞矢子                 | 井本由紀 野村芙沙子 | 2巻：5〜7話                     |
| 8        |          | 美咲、前往雅之丘學園                     | 美咲，去雅之丘學園             | 池田真美子          | 福田道生     | 綿田慎也     | 赤尾良太郎 石田啟一                 | 音地正行            | 2巻：8話                        |
| 9        |          | 連桃太郎都是女僕                         | 連桃太郎也是女僕大人？         | 橫谷昌宏            | 高田耕一     | 德本善信     | 平川亞喜雄 李珠榮                   | 井本由紀            | 4巻：番外編                     |
| 10       |          | 小櫻的戀情是獨立創作樂手                 | 小櫻的獨立樂隊戀               | 網谷正治            | 中津環       | 中津環       | 宮川智惠子                          | 音地正行 原修一     | 5巻：20話                       |
| 11       |          | 揭穿碓冰拓海的秘密！                     | 追擊碓氷拓海的秘密             | 池田真美子          | 櫻井弘明     | 高島大輔     | 滝本祥子                            | 井本由紀            | 动畫原创、8巻：35話             |
| 12       |          | 運動會也是女僕！                         | 體育祭也是女僕大人             | 吉田玲子            | 馬引圭       | 馬引圭       | 富永詠二 柳伸亮                     | 音地正行 原修一     | 2巻：9話、3巻：10話             |
| 13       |          | 笨蛋、不良少年和英雄                     | 蠢材、混混和英雄               | 橫谷昌宏            | 佐佐木奈奈子 | 佐佐木奈奈子 | 野村芙沙子 田內亞矢子               | 井本由紀            | 8巻：番外編                     |
| 14       |          | 1年7班 爽太郎                            | 1年7班 爽太郎                  | 橫谷昌宏            | 高田耕一     | 星野真       | 可兒里未 中島美子                   | 音地正行 原修一     | 3巻：14・15話、4巻：16話        |
| 15       |          | 校園觀摩會的眼鏡兔                       | 學校參觀會上的眼鏡兔           | 橫谷昌宏            | 高田耕一     | 神保昌登     | 加藤万由子 木下裕孝 富永詠二        | 井本由紀            | 4巻：16話・17話                 |
| 16       |          | 海之家也是女僕拿鐵                       | 海之家也是Maid Latte           | 吉田玲子            | 湖山禎崇     | 湖山禎崇     | 赤尾良太郎                          | 原修一              | 4巻：18話                       |
| 17       |          | 碓冰、變成敵人                           | 碓氷，成為敵人                 | 網谷正治            | 福田道生     | 德本善信     | 平川亞喜雄 李珠榮                   | 井本由紀            | 4巻：19話                       |
| 18       |          | 女僕也是男僕                             | 女僕大人也是男僕               | 吉田玲子            | 岡本英樹     | 則座誠       | 宮川智惠子                          | 原修一              | 5巻：21・22話                   |
| 19       |          | 重組男僕                                 | 重新組隊去選男僕               | 池田真美子          | 高田耕一     | 綿田慎也     | 野村芙沙子 富永詠二 赤尾良太郎      | 井本由紀            | 5巻：22〜24話                   |
| 20 Part1 |          | 副會長是王子！？                         | 副會長是王子殿下！？           | 網谷正治            | 櫻井弘明     | 高島大輔     | 田內亞矢子 瀧本祥子                 | 原修一              | 6巻：番外編                     |
| 20 Part2 |          | 小葵跟快樂的同伴們                       | 小葵跟愉快的朋友仔             | 網谷正治            | 櫻井弘明     | 高島大輔     | 田內亞矢子 瀧本祥子                 | 原修一              | 7巻：番外編                     |
| 21       |          | 碓冰的情敵？深谷陽向                     | 碓氷的對手？深谷陽向           | 池田真美子          | 大久保政雄   | 神保昌登     | 村司晃英 佐藤敏明                   | 井本由紀            | 6巻：25・26話                   |
| 22       |          | 森林學校的鬼抓人遊戲                     | 林間宿營捉迷藏                 | 橫谷昌宏            | 福田道生     | 中村近世     | 桂木杏 柳瀨讓治                     | 原修一              | 6巻：27・28話                   |
| 23       |          | 甜點豐盛的女僕拿鐵                       | 很多甜品的Maid Latte           | 網谷正治            | 馬引圭       | 馬引圭       | 李珠榮 内原茂 北原サトシ 平川亞喜雄 | 井本由紀            | 7巻：29・30話                   |
| 24       |          | 在拿鐵魔法中神魂顛倒♥                    | 用Latte Magic來波野波羅密      | 橫谷昌宏            | 山川吉樹     | 德本善信     | 宮川智惠子                          | 原修一              | 8巻：33・35話                   |
| 25       |          | 陽向、美咲與碓冰                         | 陽向、美咲和碓氷               | 池田真美子          | 櫻井弘明     | 佐佐木奈奈子 | 野村芙紗子                          | 井本由紀            | 8巻:34話、7巻：31話             |
| 26       |          | 太狡猾了鮎澤、碓冰你這笨蛋！             | 鮎沢太狡猾了、碓氷你這個白癡！ | 池田真美子          | 櫻井弘明     | 櫻井弘明     | 原修一                              | 井本由紀            | 7巻:31・32話                    |
| 27       |          | 是特別附送喔                             |                                | 藤原飛呂 (故事原案) | 櫻井弘明     | 櫻井弘明     | 井本由紀                            | -                   | -                               |

### 播放電視台
日本深夜動畫：下文記載的日本国内播放時間使用日本標準時間（UTC+9）表示。因為部分時間标识會採用30小时制，因此請留意这类超过24:00的时间，其實際播放時間為翌日清晨。
| 播放電視台        | 播放日期                      | 播放時間                   | 所屬聯播網           |
| ----------------- | ----------------------------- | -------------------------- | -------------------- |
| TBS電視（製作局） | 2010年4月1日 - 9月23日        | 星期四 25時55分 - 26時25分 | TBS聯播網            |
| 每日放送          | 2010年4月10日 - 10月2日       | 星期六 26時58分 - 27時28分 | TBS聯播網            |
| 中部日本放送      | 2010年4月21日 - 10月13日      | 星期三 26時30分 - 27時00分 | TBS聯播網            |
| BS-TBS            | 2010年4月24日 - 10月16日      | 星期六 25時00分 - 25時30分 | TBS聯播網            |
| 臺灣Animax        | 2010年4月4日 - 9月26日        | 星期日 20時30分 - 21時00分 | 衛星電視             |
| 香港Animax        | 2010年4月11日 - 9月26日       | 星期日 21時30分 - 22時00分 | 衛星電視             |
| 香港J2            | 2011年6月24日 - 2012年1月13日 | 星期五 22時00分 - 22時30分 | 无线电视，含粵語配音 |

## 外部連結
- （日語）學生會長是女僕動畫官方網站（页面存档备份，存于）
- （日語）學生會長是女僕漫畫官方網站
- （日語）ZERO（作者網站）（页面存档备份，存于）
- （日語）